# 熊野神社 (板橋区熊野町)
熊野神社（くまのじんじゃ）は、東京都板橋区熊野町に鎮座する神社｡旧社格は村社。熊野町熊野神社（くまのちょうくまのじんじゃ）、くまくま神社とも通称される。

## 由緒
当社は熊野宮とも熊野三社権現とも称し､また単に熊野社とも呼ばれていた｡旧社格は村社｡
応永年間(1394～1428)に宇多天皇の皇子､敦実親王14代孫にあたる庭田主水正氏兼が豊島郡中丸村に移住し､祖先以来崇敬の厚かった熊野権現を勧請したことに始まる｡以来中丸村周辺の鎮守となり天正15(1587)年に氏兼5代孫にあたる忠経の時に現在の地に遷ったとされる｡江戸時代数度の社殿造営が行われ､大正2(1913)年にも造営されたが昭和20(1945)年5月25日の空襲で一切の建物が焼失した｡同23(1948)年に仮社殿が建てられ､同40(1965)年～43(1968)年にかけて本殿､社務所などが再建されて境内の整備が行われ､平成6(1994)年には御鎮座600年を迎えることとなった｡明治以前までは南町の西光院が別当として兼務していたが､明治の神仏分離令などにより豊島区の長崎神社の兼務社となり､昭和7(1932)年に独立､昭和19(1944)年に村社に列格された｡

## 祭神
- 伊佐奈美命(いざなみのみこと)
- 速玉之男命(はやたまのおのみこと)
- 事解之男命(ことさかのおのみこと)

## 境内
- 幻想の庭：本殿左側にある日々変化していき､あらゆるものが混ざり合い共存する不思議な空間｡摂末社がたくさんある｡
- おもかる石：石灯籠の前で願い事を祈り灯籠の上の石を持ち上げて､その時に感じる重さが想像より重ければまだ努力の必要あり､軽ければ願い事が叶いやすいとされている占い石｡
- 厄割良縁石：都内で最初にできた厄除と良縁を司る石｡

## 摂末社
- 伏見稲荷神社：祭神 宇迦之御魂神(うかのみたまのかみ)
- 厳島神社(弁天様)：祭神 市杵嶋姫命(いちきしまひめのみこと)
- 出世不動尊：本尊 不動明王(ふどうみょうおう)
- 白衣観音
- 子育て地蔵(見守地藏菩薩)

## 祭事
毎月1日､13日､15日:月次祭
- 1月1日:元旦祭
- 1月1日～7日頃:元旦祈願祭
- 1月13日:初熊野(烏滸取り神事)
- 2月節分:節分祭
- 2月初午:初午の節会(稲荷祭)
- 4月1日〜5月10日:こいのぼり祭
- 5月5日:端午祭
- 6月30日:夏越大祓式
- 7月7日:七夕祭
- 8月15日:戦没者慰霊祭
- 9月第2土曜日:例大祭宵宮
- 9月第2日曜日:例大祭本宮
- 9月13日:例大祭祭典
- 11月15日:七五三祭
- 12月31日:年越大祓式
- 12月31日:除夜祭

## 文化財
板橋区有形文化財（古文書）
- 熊野町熊野神社文書 - 平成30年8月23日指定

## 氏子区域
- 熊野町全域
- 中丸町全域
- 南町全域
- 幸町 7番地～27番地､33番地～40番地､48番地～55番地､62番地

## 交通アクセス
- 池袋駅西口(中央)から国際興業バス 池02 熊野町循環で熊野町下車 徒歩2分
- JR山手線など 「池袋駅」徒歩18分
- 東武東上線 「大山駅」徒歩12分 「北池袋駅」徒歩14分 「下板橋駅」徒歩14分
- 都営三田線 「板橋区役所前駅」徒歩16分
- 東京メトロ有楽町線など 「要町駅」徒歩16分